# Akira Ishida
Akira Ishida (石田 彰?, Ishida Akira; Nisshin, 2 novembre 1967) è un attore e doppiatore giapponese.

## Biografia
Ha fatto parte della Mausu Promotion (precedentemente conosciuta come Ezaki Production, sino al cambio di nome avvenuto nel 1990) dal 1988 sino al marzo 2009. Per la sua interpretazione di Athrun Zala in Gundam Seed Destiny ha vinto il primo Seiyuu Awards come "miglior personaggio maschile non protagonista" nel 2007 ed è stato candidato come il doppiatore più popolare in occasione dell'Animage Anime Grand Prix nel 2004, per la sua interpretazione del personaggio di Athrun Zala.

## Ruoli interpretati

### Anime
- Akagami no Shirayukihime (Izana Wistaria)
- Akane-iro ni Somaru Saka (Fuyuhiko Nishino)
- Anime Amnesia (Kent)
- Angel Beats! (il ragazzo nella seconda stanza dei computer)
- Bamboo Blade (Danjūrō Eiga)
- Berserk (Judeau)
- Bleach: The DiamondDust Rebellion (Kusaka Sojiro)
- Blood+ (Joel Goldschmidt VI)
- Bokurano (Koemushi)
- Boys Be (Makoto Kurumizawa)
- Bungo Stray Dogs (Fyodor Dostoyevsky)
- Cells at Work! (Cancer Cell)
- Casshern Sins (Margo)
- Che campioni Holly e Benji!!! (Misaki Taro)
- Chrono Crusade (Chrono)
- CLAMP Detective (Itomu Yuudaiji)
- ClassicaLoid (Pad-kun)
- Claymore (Il fratello di Raki)
- Danganronpa: The Animation (Byakuya Togami)
- Detective Academy Q (Masumi Toujo)
- Detective Conan (Hakuba Saguru, Hatamoto Ichirou ep.22-23)
- Demon Slayer (Akaza)
- Digimon Adventure (Wizardmon)
- Digimon Adventure 02 (Wizardmon)
- Digimon Frontier (Sorcerymon)
- Dragon Ball Z (Ogre Intern)
- D.N.Angel (Satoshi Hiwatari)
- Elemental Gerad (Coud Van Giruet)
- Fairy Tail (Zeref)
- Final Fantasy: Unlimited (Makenshi)
- Fire Emblem: Monshō no Nazo (Gordon)
- Fushigi yûgi (Ren Shigyō)
- Gakuen Alice (Narumi)
- Gallery Fake (Hiroto)
- Genshiken (Kuchiki)
- Gintama (Katsura Kotarou)
- Glass Fleet (Vetti Sforza)
- Gokudo (Gokudo e Seiji)
- Gunparade March (Atsushi Hayami)
- Gundam SEED e Gundam SEED Destiny (Athrun Zala)
- Haré+Guu (Seiichi Tachibana)
- Harukanaru toki no naka de: Hachiyō shō (Abe no Yasuaki)
- Hatsukoi Limited (Renjou Yukito)
- HeartCatch Pretty Cure! (Cologne)
- Holly e Benji Forever (Hikaru Matsuyama)
- Hoshin Engi (Shinkohyo)
- I'm Gonna Be An Angel! (Michael)
- I Cavalieri dello zodiaco - The Lost Canvas (Virgo Asmita)
- InuYasha (Nobunaga Amari)
- Kamichama Karin (Michiru Nishikiori)
- Kekkaishi (Toshihiko Tsukijigaoka)
- Kengan Ashura (Hajime Hanafusa)
- Keroro (Mutsumi Saburo, Heikichi)
- Kiddy Grade (Un-oh)
- Kindaichi Case Files (Shin'ichi Ukon)
- Kogepan (Cream Bread, Baker)
- Koutetsu Sangokushi (Ryomou Shimei)
- Kyou Kara Maou (Saralegui)
- La legge di Ueki (Inumaru)
- Level C  (Mizuki Shinohara)
- Mawaru-Penguindrum (Keiju Tabuki)
- Meine Liebe (Naoji)
- Metal Fight Beyblade (Tobio Ooike)
- Mnemosyne (serie animata) (Eipos)
- Mai-HiME (Nagi Homura)
- Mai-Otome (Nagi Dài Artai)
- Magilumiere Magical Girls Inc. (Kei Koga)[1]
- Mirai Nikki (Aru Akise)
- Mob Psycho 100 (Keiji Mogami)
- Mujin wakusei Survive (Howard)
- Nana (Okazaki "Shin" Shinichi)
- Narutaru (Tomonori Komori)
- Naruto (Gaara)
- Natsume degli spiriti (Natori Shuuichi)
- Negima (Fate Averruncus)
- Neon Genesis Evangelion (Kaworu Nagisa)
- Night Head Genesis (Naoya Kirihara)
- Ninku (Sekirai Ninku)
- Nintama Rantarou (Kihachirou Ayabe)
- Nodame Cantabile (Takahashi Noriyuki)
- Nurarihyon no Mago (Tamazuki)
- Nurse Angel Ririka SOS (Seiya Uzaki)
- One Piece (Cavendish il Cavallo Bianco)
- Pandora Hearts (Xerxes Break, Emily)
- Piccoli problemi di cuore (Kei Tsuchiya)
- Pokémon (Hayato (Falkner)
- Pokémon Generazioni (N (Pokémon))
- Princess Lover! (OAV) (Arima Teppei)
- Psycho-Pass (Shūsei Kagari)
- Ranma ½ (Yutaro Yudono)
- Ranma ½ (serie animata 2024) (Hikaru Gosunkugi)
- RDG: Red Data Girl (Hodaka Murakami)
- Sailor Moon Super S (Occhio di pesce)
- Saint Beast (Kirin no Yuda)
- Saiyuki, Saiyuki Reload e Saiyuki Reload Gunlock (Cho Hakkai)
- Sakura Wars (Setsuna Aoki)
- Sentimental Journey (Masahiro Yamamoto)
- Shining Tears X Wind (Kaito Kiriya)
- Shounen Onmyouji (Seimei Abeno (Young))
- Shugo Chara - La magia del cuore (Tsukasa Amakawa)
- Slayers (Xellos)
- Slayers - Storie di specchi, chimere e mammoni (Jeffery)
- Samurai Deeper Kyo (Sasuke Sarutobi)
- Sei in arresto! (Saki Abdusha)
- Sengoku Basara II (Takenaka Hanbei)
- Seven of Seven (Yuuichi Kamichika, DJ 623)
- Solo Leveling (Re delle formiche / Ber)
- Sora Kake Girl (Emilio Soeur)
- Spiral: Suiri no kizuna (Eyes Rutherford)
- Star Driver (Head)
- Starry Sky (Hoshizuki Kotarou)
- Sukisho (Kai Nanami)
- Super Pig (Kouichi Mizuno)
- Sword Art Online Alicization (Subtilizer, Gabriel Miller)
- Sword Art Online Alicization: War of Underworld (Gabriel Miller, Subtilizer, Vector)
- Tanken Driland (Dior)
- Tatakau Shisho - The Book of Bantorra (Mokania)
- Tales of Eternia: The Animation (Reid Hershel)
- Tenjho Tenge (Masahiro Sanada)
- That Time I Got Reincarnated as a Slime (Guy Crimson)
- The Prince of Tennis (Hajime Mizuki)
- The Seven Deadly Sins - Nanatsu no taizai (Ludociel)
- The Twelve Kingdoms/Juuni Kokki (Kouya)
- Tokyo Mew Mew (Shunsuke)
- Tokyo Mew Mew New (Seiji Aizawa)
- Toshokan Sensou (Mikihisa Komaki)
- Tournament of the Gods (Sid)
- Tower of Druaga  (Kally)
- Trapped in a Dating Sim: The World of Otome Games Is Tough for Mobs (Luxion)[2]
- Uragiri wa Boku no Namae wo Shitteiru (Kanata Wakamiya/Reiga)
- Vanitas no Carte (Il Maestro)
- Yakuza Fiancé (Kirishima Miyama)[3]
- YAMATO TAKERU (Amatsumi)
- Yu-Gi-Oh! GX e Yu-Gi-Oh! Arc-V (Edo Phoenix)
- Zatch Bell! (Wonrei)
- Zoku Natsume Yūjin-Chō (Natori Shuuichi)

### Videogiochi
- Animamundi (Count St. Germant)
- Arabian Lost (Curtis Nile)
- Arc Rise Fantasia (Alfonse Meridia)
- Arknights (Phantom)
- Bakumatsu Renka Shinsengumi (Souji Okita)
- Baldr Force EXE (PS2 port-over) (Tooru Souma)
- Battle Stadium D.O.N (Gaara)
- BlazBlue: Chrono Phantasma (Amane Nishiki)
- BlazBlue: Central Fiction (Amane Nishiki)
- Chaos;Head (Takashina Fumio)
- Cookie Run Kingdom (Clotted Cream Cookie)
- Danganronpa: Trigger Happy Havoc (Byakuya Togami)
- Danganronpa 2: Goodbye Despair (Ultimate Imposter, Byakuya Togami)
- Danganronpa Another Episode: Ultra Despair Girls (Byakuya Togami)
- Danganronpa V3: Killing Harmony (Byakuya Togami, Ultimate Imposter)
- Demon Slayer -Kimetsu no Yaiba- The Hinokami Chronicles (Akaza)
- Demon Slayer -Kimetsu no Yaiba- Sweep the Board! (Akazia)
- Dissidia Final Fantasy (Kuja)
- Dissidia 012 Final Fantasy (Kuja)
- Dissidia Final Fantasy NT (Kuja)
- Dissidia Final Fantasy: Opera Omnia (Kuja)
- Dynasty Warriors: Gundam 2 (Athrun Zala)
- Dynasty Warriors: Gundam 3 (Athrun Zala)
- Final Fantasy Type-0 (Kazusa Futahito)
- Final Fantasy XIV: Heavensward (Elidibus)
- Final Fantasy XIV: Shadowbringers (Elidibus)
- Final Fantasy XIV: Endwalker (Elidibus, Themis)
- Fire Emblem Heroes (Azelle, Reyson)
- FIST (Arts)
- Forever Kingdom (Drumhort)
- Freedom Wars (Mattias "Leo" Bruno)
- Fullmetal Alchemist 3: The Girl who Succeeds God (Leonid of Diamond Dust)
- Future GPX Cyber Formula Road to the Infinity series (Seiichiro Shiba)
- Galaxy Angel (Camus O. Lamphroaig)
- Galerians (Rion Steiner, Cain)
- Galerians: Ash  (Rion Steiner)
- Genshin Impact (Kamisato Ayato)
- Gintama Rumble (Kotaro Katsura)
- Gitaroo Man (Prince Zowie, Kazuya)
- Granblue Fantasy (Repti, Sariel, Kotaro Katsura)
- Gunparade March (Atsushi Hayami)
- Harukanaru toki no naka de serie (Abe no Yasuaki, Abe no Yasutsugu, Rizvan, Ashvin)
- Honkai Impact 3rd (Otto Apocalypse)
- Honkai: Star Rail (Luocha)
- Houkago no Love Beat (Kaito Momose)
- Infinity Strash - Dragon Quest: The Adventure of Dai (Larhart)
- Jeanne D'Arc (Roger)
- JoJo's Bizarre Adventure: All Star Battle (Aceto Doppio)
- JoJo's Bizarre Adventure: Eyes of Heaven (Aceto Doppio)
- Joker no kuni no Alice (Joker)
- Jump Force (Gaara)
- Kingdom Hearts Re:Chain of Memories (Zexion)
- Kingdom Hearts 358/2 Days (Zexion)
- Kingdom Hearts 3D: Dream Drop Distance (Ienzo)
- Kingdom Hearts III (Ienzo)
- Kingdom Hearts Melody of Memory (Ienzo)
- Konjiki no Gash Bell Wonrei
- Legaia Duel Saga (Elliot)
- Live A Live (Remake) (Amakusa Shiro, Yoshiyuki Kato)
- Lord of Magna: Maiden Heaven (Gewalt)
- Luminous Arc (Alph)
- Lunar: Silver Star Story Complete (Alex Noa)
- Lunar: Silver Star Harmony (Alex Noa)
- Lunar Knights (Nero, Polidori)
- Macross VF-X2 (Tohma Shun)
- Magna Carta: Tears of Blood (Sdei)
- Mana Khemia: Alchemists of Al-Revis (Vayne Aurelius)
- Mega Man Legends (MegaMan Juno, TV Reporter)
- Mobile Suit Gundam SEED: Alliance vs. Z.A.F.T. (Athrun Zala)
- Mobile Suit Gundam SEED Battle Destiny (Athrun Zala)
- Namco X Capcom (Gilgamesh, MegaMan Juno)
- Naruto: Ultimate Ninja (Gaara)
- Naruto: Clash of Ninja 2 (Gaara)
- Naruto: Path of the Ninja (Gaara)
- Naruto: Ultimate Ninja 2 (Gaara)
- Naruto: Gekitou Ninja Taisen! 3 (Gaara)
- Naruto: Uzumaki Chronicles (Gaara)
- Naruto: Gekitou Ninja Taisen! 4 (Gaara)
- Naruto: Ultimate Ninja 3 (Gaara)
- Naruto: Ultimate Ninja Heroes 2: The Phantom Fortress (Gaara)
- Naruto: Uzumaki Chronicles 2 (Gaara)
- Naruto: Ninja Destiny (Gaara)
- Naruto Shippuden: Gekitou Ninja Taisen! EX (Gaara)
- Naruto Shippuden: Ultimate Ninja 4 (Gaara)
- Naruto: Rise of a Ninja (Gaara)
- Naruto Shippuden: Gekitou Ninja Taisen! EX 2 (Gaara)
- Naruto: The Broken Bond (Gaara)
- Naruto Shippuden: Gekitou Ninja Taisen! EX 3 (Gaara)
- Naruto: Ultimate Ninja Storm (Gaara)
- Naruto Shippuden: Legends: Akatsuki Rising (Gaara)
- Naruto Shippuden: Ultimate Ninja Heroes 3 (Gaara)
- Naruto Shippuden: Ultimate Ninja Storm 2 (Gaara)
- Naruto Shippuden: Gekitou Ninja Taisen! EX Special (Gaara)
- Naruto Shippuden: Ultimate Ninja Impact (Gaara)
- Naruto Shippuden: Ultimate Ninja Storm Generations (Gaara)
- Naruto Shippuden: Ultimate Ninja Storm 3 (Gaara)
- Naruto Shippuden: Ultimate Ninja Storm Revolution (Gaara)
- Naruto Shippuden: Ultimate Ninja Storm 4 (Gaara)
- Naruto to Boruto: Shinobi Striker (Gaara)
- Naruto x Boruto Ultimate Ninja Storm Connections (Gaara)
- Octopath Traveler II (Temenos Mistral)
- One Piece: Pirate Warriors 4 (Cavendish)
- One Piece Odyssey (Cavendish)
- Onimusha 2: Samurai's Destiny (Kotaro Fuuma)
- Onimusha: Blade Warriors (Kotaro Fuuma)
- Orange Honey (Akira Mizusawa)
- Otometeki Koi Kakumei Love Revo (Kaede Tokita)
- Panzer Dragoon Saga (Edge)
- Persona 3 (Makoto Yuki, Ryoji Mochizuki/Nyx, Pharos)
- Persona Q: Shadow of the Labyrinth (Makoto Yuki)
- Persona 3: Dancing in Moonlight (Makoto Yuki)
- Persona Q2: New Cinema Labyrinth (Makoto Yuki)
- Persona 5 Royal (Makoto Yuki)
- Persona 3 Reload (Makoto Yuki, Ryoji Mochizuki/Nyx, Pharos)
- Phantasy Star Universe (Hyuga Ryght)
- Popful Mail (Tatto)
- Power Stone 2 (Accel)
- Puyo Puyo 7 (Ekoro)
- Rogue Galaxy (Seed)
- Sengoku Basara 2 (Takenaka Hanbei)
- Sengoku Basara X (Takenaka Hanbei)
- Sengoku Basara: Battle Heroes (Takenaka Hanbei)
- Sengoku Basara: Chronicle Heroes (Takenaka Hanbei)
- Sengoku Basara 4 (Takenaka Hanbei)
- Sengoku Basara: The Legend of Sanada Yukimura (Takenaka Hanbei)
- Sakura Wars (Jade Setsuna, Cho)
- Sakura Wars: In Hot Blood (Jade Setsuna, Cho)
- Samurai Champloo: Sidetracked (Tsurumaki Worso)
- Samurai Deeper Kyo (Sasuke Sarutobi)
- Shin Bokura no Taiyō Gyakushū no Sabata (Ratatosk, Hresvelgr, Coffin Shopkeeper)
- Shining Wind (Kiriya Kaito)
- Shining Blade (Fafner, Isari)
- Shinten Makai Generation of Chaos V (Duo)
- Silent Hope (Archer)
- SkyGunner (Rival)
- Space Channel 5: Part 2 (Purge)
- Star Ocean: Second Evolution (Ashton Anchors)
- Star Ocean: The Second Story R (Ashton Anchors)
- Starry Sky ~in Autumn~ (Kotarou Hoshizuki)
- Suki na Mono wa Suki Dakara Shouganai!! (Kai Nanami)
- Summon Night Ex-Thesis: Wings of Dawn (Nova)
- Super Robot Wars Alpha (Kaworu Nagisa)
- Super Robot Wars Alpha Gaiden (Uruz Egret, Thurisuz Egret, Ansuz Egret)
- Super Robot Wars Alpha 3 (Kaworu Nagisa, Athrun Zala)
- Super Robot Wars OG: Original Generations (Uruz Egret, Thurisuz Egret, Ansuz Egret, Mekibos)
- Super Robot Wars Z (Athrun Zala)
- Super Robot Wars Z2: Destruction Chapter (Athrun Zala)
- Super Robot Wars Z2: Rebirth Chapter (Athrun Zala)
- Super Robot Wars Z3: Heaven Chapter (Athrun Zala, Kaworu Nagisa)
- Super Robot Wars V (Athrun Zala, Kaworu Nagisa)
- Tales of Eternia (Reid Hershel)
- Tales of the World: Radiant Mythology (Reid Hershel)
- Tales of the World: Radiant Mythology 2 (Reid Hershel)
- Tales of the Rays (Reid Hershel, Kotaro Katsura, Xellos)
- Tales of Crestoria (Reid Hershel)
- The King of Fighters: All Star (Katsura Kotarou)
- The Last Story (Jirall)
- Tokimeki Memorial Girl's Side (Sakuya Morimura)
- Valkyrie Elysium (Cypher)
- Xenoblade Chronicles 2 (Niall)
- Xenoblade Chronicles 2: Torna - The Golden Country (Niall)
- Zero Escape: Zero Time Dilemma (Eric)

### Drama CD
- Fire Emblem Shiranhen/Soumeihen (Marth)